# Edmund Lauterer
Edmund  Lauterer (ur. 19 października 1882  w Mikstacie  zm. 30 lipca 1960 w Ostrzeszowie) − polski prawnik, komisarczy prezydent Gniezna.

## Życiorys
Pochodził z rodziny nauczycielskiej. Maturę zdał w Ostrowie Wlkp. Studiował prawo rzymskie i kanonicze w Berlinie i Strasburgu  oraz  doktoryzował się na Uniwersytecie Wrocławskim.
W  1914  otworzył we Wrześni kancelarię adwokacką, jednocześnie zaangażował się w działalność niepodległościową przygotowując  się do polskiego czynu zbrojnego.
Zdemobilizowany z pruskiej armii w listopadzie 1918 stanął na czele Miejskiej Rady Ludowej we Wrześni, organu całkowicie polskiego, powołanego z inicjatywy Powiatowego Komitetu Obywatelskiego. 24 listopada przewodził wiecowi wyborczemu do Powiatowej Rady Ludowej i został wybrany przewodniczącym tego gremium. Działał też w Radzie Robotniczej i Żołnierskiej. Jako Polak o nieposzlakowanej reputacji w 1918 został wybrany delegatem Powiatowej Rady Ludowej z Wrześni na Sejm Dzielnicowy.
W latach 20 został prokuratorem w Lesznie, a następnie prezesem Sądu Okręgowego w Gnieźnie. W latach 1933–1934 był komisarycznym  prezydentem Gniezna. Był członkiem gnieźnieńskiego oddziału Ligi Morskiej i Kolonialnej oraz aktywnie angażował się w działalność Rady Parafialnej przy kościele św. Michała w Gnieźnie. Członek Izby  Notarialnej w Poznaniu.
Po hitlerowskiej agresji w 1939 został uwięziony w obozie przejściowym w gnieźnieńskiej garbarni. Wysiedlono go do Piotrkowa Trybunalskiego. Za działalność w strukturach sądowniczych państwa podziemnego w okresie niemieckiej okupacji, w 1945 zostaje aresztowany przez NKWD. Zwolniony przez Urząd Bezpieczeństwa wrócił do Gniezna, gdzie rozpoczął działalność notarialną, a po nacjonalizacji notariatu został kierownikiem Państwowego Biura Notarialnego w Nowym Tomyślu.
Zmarł w ostrzeszowskim szpitalu. Pochowany został w rodzinnym grobowcu na cmentarzu parafialnym w Mikstacie (sektor F-2-1).

## Ordery i odznaczenia
- Złoty Krzyż Zasługi (30 kwietnia 1937)[3]